# Jan Kadúch
Jan Kadúch (6. června 1992) je český cyklista. V roce 2012 se stal mistrem Evropy do 23 let ve scratchi, což je disciplína dráhové cyklistiky. Pochází z vesnice Pohoř, která leží kousek od města Odry. Začal jezdit za TJ Sigma Hranice a postupně se propracoval do Dukly Brno a od roku 2011 je závodníkem ASC Dukla Praha.V roce 2014 přestoupil do kontinentálního týmu Bauknecht Author z Hradce Králové.